# Liu Xiang (simmare)
Liu Xiang, född 1 september 1996, är en kinesisk simmare. 
Xiang tävlade för Kina vid olympiska sommarspelen 2016 i Rio de Janeiro, där hon blev utslagen i försöksheatet på 50 meter frisim.
Under Asiatiska spelen 2018 slog Xiang världsrekord på 50 meter ryggsim med tiden 26,98, vilket var första gången en kvinna var under 27 sekunder.